# 13934 Kannami
13934 Kannami este un asteroid din centura principală de asteroizi.

## Descriere
13934 Kannami este un asteroid din centura principală de asteroizi. A fost descoperit pe 11 decembrie 1988 la Gekko de Yoshiaki Ōshima. Asteroidul prezintă o orbită caracterizată de o semiaxă mare de 2,23 ua, o excentricitate de 0,25 și o înclinație de 7,8° în raport cu ecliptica.